# Tapirus kabomani
A anta-pretinha (Tapirus kabomani) é uma das cinco espécies atuais de anta. É a menor espécie, menor mesmo que Tapirus pinchaque. Tapirus kabomani é encontrado na Amazônia, onde é simpátrico com a anta-comum. É o primeiro perissodáctilo descrito nos últimos 100 anos.

## Descrição
Tem o peso estimado em até 110 quilogramas. É a menor espécie vivente do gênero Tapirus.  Para comparação, Tapirus pinchaque pesa entre 150 e 225 quilogramas. Tapirus kabomani possui cerca de 130 centímetros de comprimento e 90 centímetros na altura dos ombros.
A pelagem varia do cinza-escuro ao marrom-escuro, e as pernas são curtas. Os machos são menores que as fêmeas, que possuem uma mancha branca que vai do queixo ao pescoço até a base da orelhas.

## Distribuição geográfica
Tapirus kabomani ocorre na América do Sul.  Foi coletado no sul do Amazonas, em Rondônia e Mato Grosso. A espécie também deve ocorrer no departamento do Amazonas na Colômbia e no Amapá e sul da Guiana Francesa.

## Dieta
Provavelmente se alimenta de folhas e sementes de palmeiras do gênero Attalea, Orbignya, e Astrocaryum.

## Descoberta
Embora não tenha sido descrita formalmente até 2013, a possibilidade de T. kabomani ser uma espécie distinta já havia sido sugerida 100 anos antes. O primeiro espécime reconhecido como um membro desta espécie foi coletado pela  Expedição Científica Rondon-Roosevelt. Roosevelt (1914) acreditava ter coletado uma nova espécie, já que caçadores locais reconheciam dois tipos de anta na região (Roosevelt, 1914), e outro membro da expedição, Leo E. Miller, sugeriu que havia duas espécies.
Entretanto, embora observada por especialistas, todas as antas foram classificadas como Tapirus terrestris incluindo o exemplar AMNH 36661, que foi identificado como T. kabomani. A espécie só foi descrita formalmente em dezembro de 2013 e foi a primeira espécie de anta a ser descoberta desde 1865.

## Etimologia
O descritor específico deriva de  Arabo kabomani, a palavra para anta no idioma Paumarí. A descrição formal desta espécie sugere um nome comum da espécie. A tribo Karitiana a chama de anta-preta-pequena.

## Evolução
Dados morfológicos e moleculares corroboram que T. kabomani foi a primeira a divergir das outras espécies de antas sul-americanas. A análise morfológica sugere que a espécie mais próxima deve ser a extinta Tapirus rondoniensis.